# Fiódor Trujin
Fiódor Ivánovich Trujin (en ruso: Фёдор Ива́нович Трухи́н; Kostromá, 26 de diciembre de 1896-Moscú, 1 de agosto de 1946) fue un general soviético que combatió en las primeras fases de la Segunda Guerra Mundial. Tras ser capturado durante la Operación Báltico, desertó a la Alemania nazi y se convirtió en un miembro destacado del Comité para la Liberación de los Pueblos de Rusia y de la Alianza Nacional de Solidaristas Rusos. Tras la derrota alemana, fue capturado por partisanos checos comunistas, que a su vez lo entregaron a las tropas soviéticas que lo trasladaron a la Unión Soviética, donde fue juzgado y ejecutado por traición.

## Biografía

### Infancia y juventud
Fiódor Trujin nació el 29 de febrero de 1896 en Kostromá (Imperio ruso). Su padre, Iván, era el líder de la nobleza de la gobernación de Kostromá y se desempeñó como consejero de estado después de retirarse del servicio en la 1.ª Brigada de Artillería de Granaderos con el rango de capitán. Su madre, Nadezhda, descendía de la familia noble de los Tregubov. Truhin se graduó de la escuela primaria en 1906 y se matriculó en el 2.º Gymnasium de Kostromá, donde se graduó en 1914. Durante sus estudios en el Gymnasium se convirtió en miembro de una organización revolucionaria secreta. Luego estudió Derecho en la Universidad Estatal de Moscú, pero abandonó los estudios al terminar el segundo semestre.
En 1916, se graduó en la 2.ª Escuela de Caballería de Moscú. En 1917, fue elegido comandante de batallón de la 46.ª División del Frente Suroccidental, que luchó en la Primera Guerra Mundial. Durante la Guerra civil rusa, Trujin se unió al Ejército Rojo, luchando en el Frente Suroccidental contra la República Popular de Ucrania, Polonia y varias bandas insurgentes. En noviembre de 1918, fue nombrado comandante del Regimiento de Caballería de Reserva de Kostromá, y un año después fue transferido al 363.º Regimiento de Fusileros, donde dirigió una compañía.
En julio de 1920, fue nombrado comandante de batallón y en octubre se hizo cargo del 362.º Regimiento de Fusileros. En enero de 1921, se ausentó por enfermedad. Mientras tanto, su padre y su hermano mayor fueron ejecutados por organizar un levantamiento antibolchevique en la gobernación de Kostromá.
En septiembre de 1922, ingresó en la Academia Militar Frunze. En 1924, fue condecorado con la Orden de la Bandera Roja. Tras su graduación en agosto de 1925, fue asignado como comandante al 133.º Regimiento de Fusileros de la 45.ª División de Fusileros. En septiembre de 1926, fue nombrado comandante del Estado Mayor de la 7.ª División de Fusileros, puesto en el que permaneció hasta 1931, cuando fue nombrado comandante del Estado Mayor del 12.º Cuerpo de Fusileros y un año después, en febrero de 1932, comenzó a enseñar en la Academia Militar Frunze. En 1935, fue ascendido a coronel y el 5 de junio de 1940, alcanzó el rango de mayor general.

### Segunda Guerra Mundial
El 28 de enero de 1941, fue ascendido a comandante adjunto del Estado Mayor del Distrito Militar del Báltico. Seis días después de la invasión alemana de la Unión Soviética, Trujin se convirtió en comandante adjunto del Estado Mayor del Frente Noroeste. Un día antes se le encomendó supervisar la retirada de las tropas soviéticas del área de Panevėžys, en la RSS de Lituania, durante el curso de la Operación Báltico. El coche de Truhin fue atacado por varios vehículos blindados alemanes a 8 kilómetros al sur de Jakobstadt. Su ayudante murió mientras que él resultó herido y fue capturado. El 30 de junio de 1941, los alemanes lo trasladaron al campo de prisioneros de guerra de Schtalulelen y luego lo transfirieron al Oflag XIII-D en Hammelburg (Alemania). El 6 de octubre, las autoridades soviéticas lo declararon desaparecido en acción.

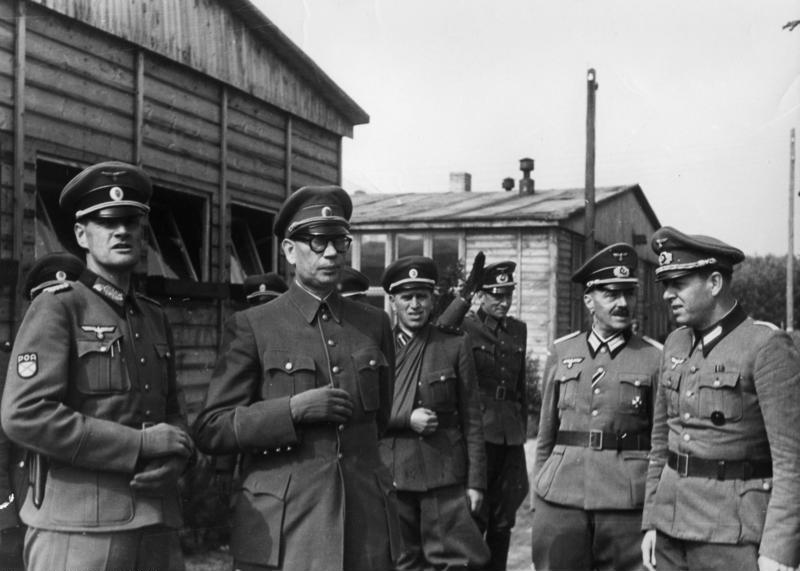
Trujin (extremo izquierdo) con Andréi Vlásov en Dabendorf

En octubre de 1941, firmó un documento declarando su lealtad a la Alemania nazi y se unió a una organización colaboracionista anticomunista fundada por prisioneros de guerra soviéticos, el Partido Obrero Popular Ruso, en el que más tarde se convirtió en «el jefe del departamento militar». El 15 de marzo de 1942, fue transferido al campo especial de Wustrau junto con su compañero, el general Dimitri Zakutnyi, donde realizaron un curso para propagandistas. El 24 de abril fue nombrado comandante de la escuela de propaganda de Zittenhorst. El 5 de mayo, Georg Leibbrandt visitó la escuela. Durante una conversación con Leibbrandt, Trujin solicitó la formación del Ejército Ruso de Liberación (ERL) e insistió en la transformación de la guerra en una lucha contra el régimen de Iósif Stalin.
A principios de julio viajó a la oficina de la Abwehr en Varsovia, donde redactó tres manuales de entrenamiento de espionaje para oficiales colaboracionistas rusos, y regresó a Zittenhorst el 22. En octubre, se unió a la Alianza Nacional de Solidaristas Rusos (NTS) y se convirtió en miembro de su comité ejecutivo. En febrero de 1943, se reunió con Andréi Vlásov y aceptó su oferta de convertirse en director de la escuela de Dabendorf del Ejército Ruso de Liberación (ROA). Bajo su supervisión, la escuela contaba con una asistencia de 5000 cadetes, destinados a convertirse en el cuerpo de oficiales de la ROA. Trujin reclutó activamente a sus estudiantes entre las filas de la NTS y contrató a diez miembros de dicha organización como personal docente, a pesar de que las autoridades alemanas habían prohibido esa actividad. Al mismo tiempo, desarrolló el programa político de la NTS.

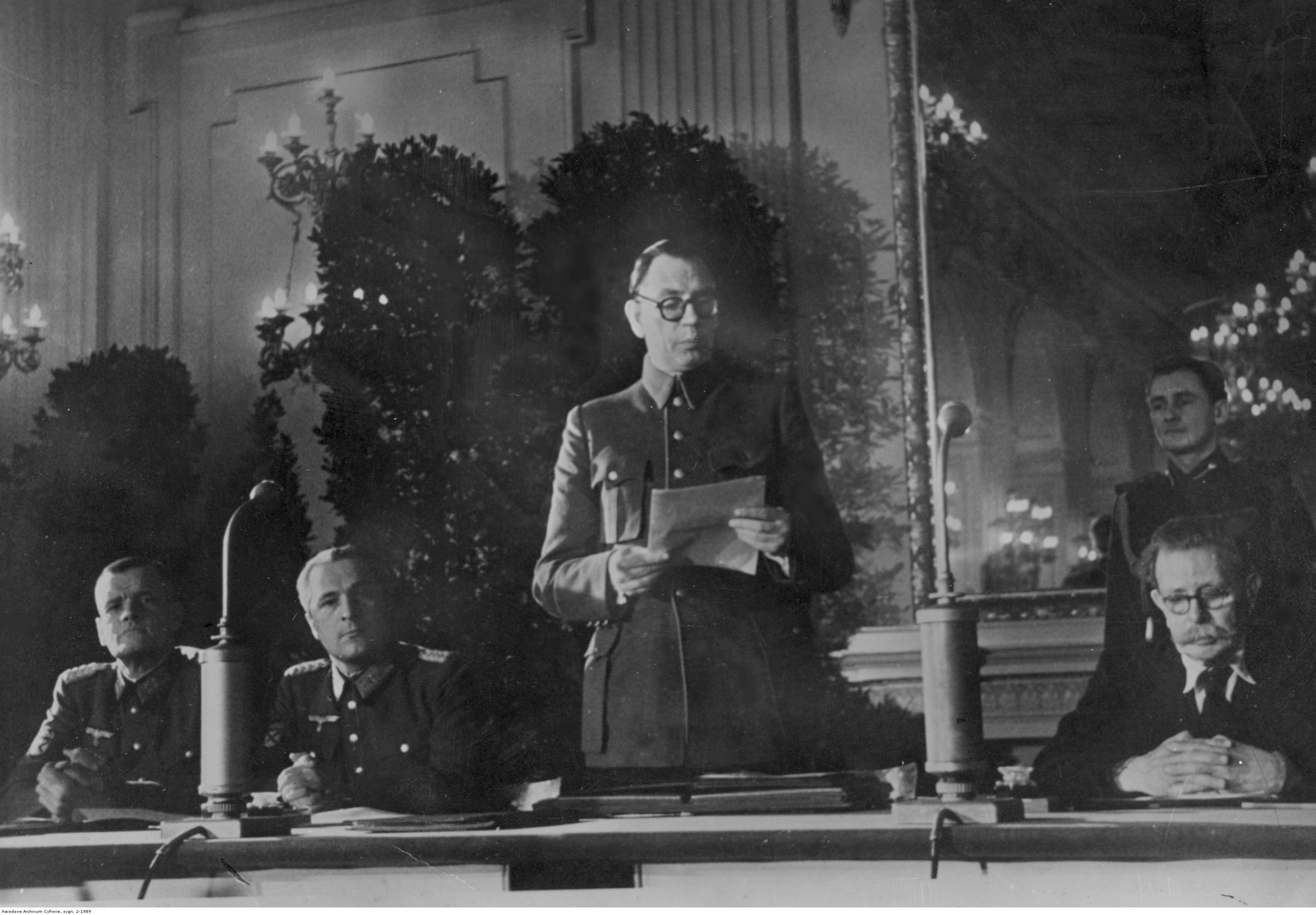
Reunión inaugural del Comité para la Liberación de los Pueblos de Rusia. De izquierda a derecha: Trujin, Zhylenkov, Vlásov y Rudnev.

En octubre de 1944, fue nombrado comandante del Estado Mayor del ala armada del Comité para la Liberación de los Pueblos de Rusia (KONR). En enero de 1945, participó en las conversaciones entre Vlasov y Piotr Krasnov sobre la formación de una unidad cosaca dentro del KONR, abogando por la incorporación del XV Cuerpo de Caballería Cosaca de las SS al KONR. En marzo, Trujin fundó una escuela de espionaje en las afueras de Bratislava, con un total de 100 cadetes matriculados. A pesar de su ascendencia noble, se opuso al nombramiento de antiguos miembros del movimiento blanco en puestos de liderazgo dentro de la organización. En el verano de 1945, dirigió la 2.ª División de Infantería (650.ª de infantería alemana) del KONR durante la ofensiva soviética de Bratislava-Brno, donde las tropas bajo su mando sufrieron fuertes perdidas. Razón por la cual ordenó a sus tropas que abandonaran el combate con las fuerzas soviéticas y se retiraran hacia tierras checas para unirse a las formaciones de la 1.ª División de Infantería (600.ª de infantería alemana) del  KONR comandadas por Serguéi Bunyachenko. El 1 de mayo, Truhin llegó a Rainbach, entre Linz y České Budějovice y rindió las tropas bajo su mando a la 26.ª División de Infantería estadounidense, allí fue informado del paradero de Vlásov y de la deserción de Bunyachenko a los partisanos checos.
El 8 de mayo, Trujin y el mayor general Mijail Shapovalov, fueron detenidos por partisanos checos comunistas en las afueras de Příbram cuando viajaban para reunirse con Vlásov. Al día siguiente, los partisanos ejecutaron a Shapovalov y entregaron a Trujin a las tropas soviéticas, que lo trasladaron a Moscú. El 4 de septiembre de 1942 las autoridades soviéticas habían iniciado una investigación penal sobre la deserción de Trujin. Fue condenado a muerte en diciembre de 1945, la sentencia fue anulada el 26 de marzo de 1946 para que la SMERSH pudiera continuar con su investigación. El 11 de abril, se declaró culpable del cargo de traición y fue sentenciado a muerte. El 1 de agosto le ahorcaron en el patio de la prisión de Butyrka, en Moscú, junto con un grupo de colaboradores incluido Andréi Vlásov. Los restos de los ejecutados fueron incinerados en el crematorio de la NKVD y sus cenizas esparcidas en una zanja sin nombre en el monasterio Donskói. Una orden del 7 de enero de 1947 lo despojó de su rango y condecoraciones.

## Promociones
- Kombrig (17 de mayo de 1939)
- Mayor general  (4 de junio de 1940)[6]

## Condecoraciones
A lo largo de su carrera militar, Trujin recibió las siguientes condecoraciones:
|  | Orden de la Bandera Roja (1924)                                               |
|  | Medalla del 20.º Aniversario del Ejército Rojo de Obreros y Campesinos (1938) |

Nota: fue privado de todas sus condecoraciones por sentencia judicial